# Cliostomum praepallidum
Cliostomum praepallidum är en lavart som först beskrevs av Johannes Müller Argoviensis, och fick sitt nu gällande namn av Kantvilas & Fryday. Cliostomum praepallidum ingår i släktet Cliostomum och familjen Ramalinaceae.   Inga underarter finns listade i Catalogue of Life.